# Prologue du Tour d'Italie 1998
Le prologue du Tour d'Italie 1998 a lieu le 16 mai à Nice, en France. Il est remporté par Alex Zülle.

## Récit
Favori annoncé, Alex Zülle remporte ce prologue avec une seconde d'avance sur Serhiy Honchar. Il enfile pour la première fois de sa carrière le maillot rose.

## Classement de l'étape
| \| Classement de l'étape \| Classement de l'étape \| Classement de l'étape \| Classement de l'étape \| Classement de l'étape \| \| Coureur \| Coureur \| Pays \| Équipe \| Temps \| \| --------------------- \| --------------------- \| --------------------- \| ------------------------------ \| --------------------- \| \| 1er \| Alex Zülle \| Suisse \| Festina-Lotus \| 7 min 55 s \| \| 2e \| Serhiy Honchar \| Ukraine \| Cantina Tollo-Alexia Alluminio \| + 1 s \| \| 3e \| Artūras Kasputis \| Lituanie \| Casino \| + 10 s \| \| 4e \| Marco Velo \| Italie \| Mercatone Uno-Bianchi \| + 13 s \| \| 5e \| Antonio Tauler \| Espagne \| Ros Mary-Amica Chips \| + 14 s \| \| 6e \| Massimo Podenzana \| Italie \| Mercatone Uno-Bianchi \| + 16 s \| |                   |          |                                |            |
| |                   |          |                                |            |
| Sources : ProCyclingStats Cycling Quotient Cycling Archives |                   |          |                                |            |
| Classement de l'étape |                   |          |                                |            |
| Coureur | Coureur           | Pays     | Équipe                         | Temps      |
| 1er | Alex Zülle        | Suisse   | Festina-Lotus                  | 7 min 55 s |
| 2e | Serhiy Honchar    | Ukraine  | Cantina Tollo-Alexia Alluminio | + 1 s      |
| 3e | Artūras Kasputis  | Lituanie | Casino                         | + 10 s     |
| 4e | Marco Velo        | Italie   | Mercatone Uno-Bianchi          | + 13 s     |
| 5e | Antonio Tauler    | Espagne  | Ros Mary-Amica Chips           | + 14 s     |
| 6e | Massimo Podenzana | Italie   | Mercatone Uno-Bianchi          | + 16 s     |

## Classement général
| \| Classement général \| Classement général \| Classement général \| Classement général \| Classement général \| \| Coureur \| Coureur \| Pays \| Équipe \| Temps \| \| ------------------ \| ------------------ \| ------------------ \| ------------------------------ \| ------------------ \| \| 1er \| Alex Zülle \| Suisse \| Festina-Lotus \| 7 min 55 s \| \| 2e \| Serhiy Honchar \| Ukraine \| Cantina Tollo-Alexia Alluminio \| + 1 s \| \| 3e \| Artūras Kasputis \| Lituanie \| Casino \| + 10 s \| \| 4e \| Marco Velo \| Italie \| Mercatone Uno-Bianchi \| + 13 s \| \| 5e \| Antonio Tauler \| Espagne \| Ros Mary-Amica Chips \| + 14 s \| \| 6e \| Massimo Podenzana \| Italie \| Mercatone Uno-Bianchi \| + 16 s \| |                   |          |                                |            |
| |                   |          |                                |            |
| Sources : ProCyclingStats Cycling Quotient Cycling Archives |                   |          |                                |            |
| Classement général |                   |          |                                |            |
| Coureur | Coureur           | Pays     | Équipe                         | Temps      |
| 1er | Alex Zülle        | Suisse   | Festina-Lotus                  | 7 min 55 s |
| 2e | Serhiy Honchar    | Ukraine  | Cantina Tollo-Alexia Alluminio | + 1 s      |
| 3e | Artūras Kasputis  | Lituanie | Casino                         | + 10 s     |
| 4e | Marco Velo        | Italie   | Mercatone Uno-Bianchi          | + 13 s     |
| 5e | Antonio Tauler    | Espagne  | Ros Mary-Amica Chips           | + 14 s     |
| 6e | Massimo Podenzana | Italie   | Mercatone Uno-Bianchi          | + 16 s     |